# Neşe Erberk
Neşe Erberk (Istanbul, 14 d'octubre de 1964), Miss Turquia el 1983 i Miss Europa el 1984, és una model i empresària turca. Té una cadena d'escoles d'educació preescolar.